# Jean Geoffroy Schweighaeuser
Pour les articles homonymes, voir Schweighaeuser.
Jean Geoffroy Schweighæuser (en allemand Johann Gottfried Schweighäuser), né le 2 janvier 1776 à Strasbourg où il est mort le 14 mars 1844, est un archéologue et érudit français qui fut professeur adjoint à la Faculté des lettres de Strasbourg et professeur au Séminaire protestant de Strasbourg.

## Biographie
Il est le fils de l'helléniste Jean Schweighaeuser, dont il prend la succession dans ses chaires de professeur à l'université de Strasbourg après 1824.
Il n’achève pas ses études, la Révolution française l’entraîne sous les drapeaux, et il s’enrôle dans l’armée du Rhin en 1792.
Dès 1796, il peut venir à Paris, où il collationne des manuscrits grecs pour son père et traduit un fragment des commentaires de Simplicius sur le Manuel d’Épictète. Il entre en contact avec l'érudit grec Adamántios Koraïs dont il sollicite la compétence philologique afin d'éclairer par des notes certains passages des Deipnosophistes d'Athénée, pour l'édition préparée à cette époque par son père.  
En 1799, il est à Paris le précepteur des enfants de Wilhelm von Humboldt. Puis il est précepteur des enfants du marquis d'Argenson au château des Ormes près de Poitiers.
Il écrit dans Le Publiciste, et compose des vers pour divers recueils allemands. Il est chargé en 1802 par le comte de Schlaberndorf de publier une édition des Caractères de La Bruyère joints à ceux de Théophraste. Il rédige pour Ennius Quirinus Visconti le texte du Musée Napoléon, et prend part à la rédaction des Archives littéraires de l'Europe.
En 1804, il publie ainsi dans cette revue un article Sur l'état actuel de la philosophie en Allemagne, où il traite de Kant, de Fichte, de Schelling et de Jacobi et où le nom de Hegel est mentionné pour la première fois dans la littérature française. Cet article a été entre les mains de Napoléon.
Lors de la formation de l’université de France, en 1810, il est nommé professeur adjoint à la faculté des lettres de Strasbourg. En 1812, il devient professeur de littérature latine au Séminaire protestant de Strasbourg.
En 1823, il est correspondant de l’Institut. Publie avec Philippe de Golbéry la publication des Antiquités de l’Alsace (Mulhouse, 1825-1828, 20 livr.)
Lorsque son père prend sa retraite en 1824, il lui succède à l’académie ainsi que dans les fonctions de bibliothécaire de la ville et au séminaire.
Une maladie nerveuse et une paralysie l'affaiblissent dans ses activités. Son épouse, qui est la fille de l’anatomiste Thomas Lauth, prend soin de lui.